# Ralph Kirkpatrick
Pour les articles homonymes, voir Kirkpatrick.
Ralph Kirkpatrick, né le 10 juin 1911 à Leominster (Massachusetts), et mort le 13 avril 1984 à Guilford dans le Connecticut, est un musicologue et claveciniste américain.

## Biographie

### Formation
Il étudie le solfège et le piano à l'université Harvard (licence, 1931) et poursuit des études musicales plus poussées à Paris avec Nadia Boulanger, ainsi que le clavecin avec la virtuose pionnière de cet instrument, Wanda Landowska, de même qu'avec Arnold Dolmetsch à Haslemere, Heinz Tiessen à Berlin et Günther Ramin à Leipzig. 
De 1933 à 1934, il enseigne au Mozarteum de Salzbourg. C'est une bourse versée par la Fondation Guggenheim qui lui permet d'étudier en Europe.

### Carrière
À partir de 1940, il est professeur à l'Université Yale où il fait toute sa carrière (jusqu'en 1976). Il publie la biographie de Domenico Scarlatti ainsi qu'une édition critique de l'intégrale des 555 sonates de ce compositeur pour le clavecin (1953). La numérotation de Kirkpatrick (K.) sert aujourd'hui de façon standard pour identifier les sonates de Scarlatti, même si elle n'est pas la seule. Ralph Kirkpatrick a démontré que nombre de ces pièces doivent être jouées par paire. 
Kirkpatrick interprète également des compositions de musique contemporaine, incluant le Concerto pour clavecin et orchestre de Quincy Porter, la Sonate pour violon et clavecin de Darius Milhaud et le double concerto pour clavecin, piano et orchestre d'Elliott Carter, qui lui est dédié.
Comme virtuose, en concert et en studio, son principal motif de notoriété est son interprétation au clavecin de l'intégrale des œuvres de Jean-Sébastien Bach et d'un grand nombre de sonates de Domenico Scarlatti. Il enregistre aussi au clavicorde les deux livres du Clavier bien tempéré (enregistrés également au clavecin) et les Inventions et sinfonies de J. S. Bach. Enfin, il est l'un des premiers à enregistrer au piano-forte diverses œuvres de Mozart. 
Devenu aveugle, il continue pourtant de jouer en public. Son dernier grand récital est donné à l'occasion du Boston Early Music Festival & Exhibition le 29 mai 1981. Ralph Kirkpatrick décède à l'âge de 72 ans.
En 1999, un astéroïde est baptisé en son honneur 9902 Kirkpatrick.
Son frère, Clifford Kirkpatrick (1898-1971), est sociologue. Sa nièce, Meredith Kirkpatrick, est sa biographe.

## Ouvrages
- Domenico Scarlatti. Sixty Sonatas en deux cahiers, éditées en ordre chronologique d'après les manuscrits (Venise et Parme) et les premières éditions, avec une préface et des notes sur la politique éditoriale, New York, G. Schirmer, 1953 (ces sonates ont été enregistrées par Kirkpatrick sur clavecin John Challis et publiées sur disques vinyle en 1954 ; 53 d'entre elles republiées en 2004).
- Domenico Scarlatti. Complete Keyboard Works, en fac-similé d'après le manuscrit de Parme et les premières éditions, révision Ralph Kirkpatrick, New York, Johnson Reprint Corporation, 1971.
- (en) Domenico Scarlatti : REVISED EDITION, Princeton University Press, 1953, édition révisée 1981, 485 p. (ISBN 978-0-691-02708-1 et 0-691-02708-0, lire en ligne)
- Domenico Scarlatti (trad. Dennis Collins), J.-C. Lattès, coll. « Musiques et musiciens », 1982, 493 p.
- Le clavier bien tempéré : de Johann Sebastian Bach [« Interpreting Bach's Well-tempered clavier »] (trad. de l'anglais par Dennis Collins), Paris, Lattès, coll. « Musiques et musiciens », 1985, 192 p. (ISBN 2-02-451249-6, OCLC 301406898, BNF 34778962).

## Hommages
Est nommé en son honneur (9902) Kirkpatrick, un astéroïde de la ceinture principale découvert en 1997.